# Шатр ла Форе
Шатр ла Форе (фр. Châtres-la-Forêt) насеље је и општина у западној Француској у региону Лоара, у департману Мајен која припада префектури Лавал.
По подацима из 2011. године у општини је живело 796 становника, а густина насељености је износила 58,53 становника/km². Општина се простире на површини од 13,6 km². Налази се на средњој надморској висини од 103 метара (максималној 129 m, а минималној 82 m).

## Демографија
| 1962. | 1968. | 1975. | 1982. | 1990. | 1999. | 2011. |
| ----- | ----- | ----- | ----- | ----- | ----- | ----- |
| 340   | 348   | 428   | 526   | 598   | 641   | 796   |

График промене броја становника у току последњих година